# Tris(2-chloroéthyl)amine
La tris(2-chloroéthyl)amine, ou HN-3, est une moutarde azotée de formule chimique N(CH2CH2Cl)3. C'est un agent alkylant et un puissant vésicant employé comme arme chimique, seule moutarde azotée à être encore utilisée à des fins militaires, de sorte qu'elle est inscrite au tableau 1 de la Convention sur l'interdiction des armes chimiques. Ses propriétés vésicantes sont comparables à celles du gaz moutarde avec un effet toxique plus rapide.
Le HN-3 peut être absorbé dans l'organisme généralement par inhalation, mais aussi par ingestion, contact sur la peau ou dans les yeux. C'est un composé très toxique qui provoque des lésions oculaires et cutanées, a un effet immunosuppresseur et attaque les voies respiratoires. Il pénètre dans l'organisme et se fixe rapidement dans les tissus mais les symptômes se développent lentement. Il peut falloir plusieurs jours pour connaître l'étendue des lésions.
Outre ses applications militaires, la tris(2-chloroéthyl)amine a été utilisée en chimiothérapie pour traiter le lymphome de Hodgkin ainsi qu'en recherche sur les semiconducteurs organiques.